# Metung
Metung – miasto w Australii, w stanie Wiktoria.